# بينشي-شيمي-بينشي 2017
بينشي-شيمي-بينشي 2017 (بالألمانية: Binche–Chimay–Binche 2017) هو سباق دراجات هوائية، وهو الموسم رقم 30 من السباق، وأقيم في 3 أكتوبر 2017، وامتدّ لمسافة 195.2 كيلومتر، وهو أحد سباقات طواف أوروبا للدراجات 2017.
.

## الفرق
| فرق عالمية (4)- Quick-Step Floors - Lotto-Soudal - Lotto NL-Jumbo - AG2R La Mondiale فرق قارية محترفة (9)- Cofidis, Solutions Crédits - Fortuneo-Oscaro - رومبوت تشارلز ‏ - Verandas Willems-Crelan ‏ - سبورت فلاندرين بالويس 2017 ‏ - Wanty-Groupe Gobert - بنجوال باوليز ساوكس دبليو بي ‏ - أكوا بلو سبورت 2017 ‏ - Direct Énergie فرق قارية (9)- Van Rysel–Roubaix ‏ - Pauwels Sauzen–Vastgoedservice ‏ - Team Metalced ‏ - Bingoal WB Devo Team ‏ - سوبرانو هام ايزوريكس 2017 ‏ - بوديسول يوروميليونز بول كونتيننتال والون 2017 ‏ - أرمي دي تير 2017 ‏ - Joker Fuel of Norway ‏ - Leopard TOGT Pro Cycling ‏ |  |
| |  |

## التصنيف العام النهائي
| التصنيف العام | التصنيف العام      | التصنيف العام | التصنيف العام                | التصنيف العام |        |
| الدراج        | الدراج             | البلد         | الفريق                       | الوقت         | السرعة |
| ------------- | ------------------ | ------------- | ---------------------------- | ------------- | ------ |
| 1.            | جاسبر دي بويست     | بلجيكا        | لوتو سودال                   | 4 س 11 د 23 ث |        |
| 2.            | ماتيو ترينتين      | إيطاليا       | كويك ستب-فلورز               | + 0 ث         |        |
| 3.            | Tom Devriendt ‏     | بلجيكا        | Wanty-Groupe Gobert          | + 0 ث         |        |
| 4.            | Jérôme Mainard ‏    | فرنسا         | Armée de terre               | + 7 ث         |        |
| 5.            | اموند جروندل يانسن | النرويج       | لوتو إن إل-جامبو             | + 7 ث         |        |
| 6.            | ريمي كافانيا       | فرنسا         | كويك ستب-فلورز               | + 7 ث         |        |
| 7.            | أندريا باسكولون    | إيطاليا       | Wanty-Groupe Gobert          | + 7 ث         |        |
| 8.            | Petr Vakoč ‏        | التشيك        | كويك ستب-فلورز               | + 11 ث        |        |
| 9.            | اليكس كيرش         | لوكسمبورغ     | WB-Veranclassic-Aqua Protect | + 1 د 42 ث    |        |
| 10.           | أوليفر ناسن        | بلجيكا        | أيه إل أم                    | + 1 د 42 ث    |        |

## وصلات خارجية
- بينشي-شيمي-بينشي 2017 على موقع إحصائيات الدراجات الإحترافية (الإنجليزية)